# 이케노우에촌 (구마모토현)
이케노우에촌(일본어: 池上村)은 일본 구마모토현 호타쿠군에 설치되었던 촌이다. 현재의 구마모토시에 해당한다.

## 역사
- 1889년 4월 1일 - 정촌제 시행에 의해 아키타군 다카하시정이 성립하였다.
- 1896년 - 군제 시행에 수반해 다쿠마군과 합병해 호타쿠군이 되었다.
- 1944년 2월 11일 - 다카하시정, 조잔촌과 합병해 산와정이 되었다.
- 1949년 9얼 1일 - 산와정에서 분립하였다.
- 1953년 7월 1일 - 구마모토시에 편입되었다.

## 학교
- 池上小学校（のちの池上尋常小学校、現在の熊本市立池上小学校）

## 참고 문헌
- 角川日本地名大辞典編纂委員会, 『角川日本地名大辞典 43 熊本県』1987, 角川書店